# Сквозь строй (будущий фильм)
«Сквозь строй» (англ. The Gauntlet) — будущий американский экшн-триллер режиссёра Кристофера Маккуорри, продюсеров Тома Круза и Клинта Иствуда. Ремейк одноимённого фильма Иствуда 1977 года. Главные роли в фильме исполнят Том Круз и Скарлетт Йоханнсон.

## Сюжет
Детектив Шокли должен доставить в суд свидетеля для дачи показаний против мафии. Преданные коррумпированными полицейскими, они угоняют автобус и обороняют его, пытаясь добраться до суда, пока их преследуют вооруженные офицеры.

## В ролях
- Том Круз[3]
- Скарлетт Йохансон

## Производство
В апреле 2024 года стало известно о начале работы над ремейком триллера Клинта Иствуда 1977 года «Сквозь строй». Главные роли получили Том Круз и Скарлетт Йоханнсон. Режиссёром стал Кристофер Маккуорри.
Начало основных съёмок запланировано на 6 января 2025 года в Лос-Анджелесе.